# Årets Nytårstorsk
Årets nytårstorsk er en pris, som uddeles af Ekstra Bladet til den person, der har dummet sig mest i det forgangne år. Prisen  udvælges af bladets læsere. Prisen er blevet uddelt siden 1977. Den, der har vundet prisen flest gange, er Uffe Ellemann-Jensen, som har hevet torsken hjem fem gange. Derimod har Lars Løkke Rasmussen været nomineret mest, nemlig 10 gange pr. 2019.
Foruden torsken får vinderen også to flasker brændevin samt en karikaturtegning tegnet af Morten Ingemann.

## Vindere
| År   | Vinder                 | Beskæftigelse                              | Begrundelse | Andre nominerede |
| ---- | ---------------------- | ------------------------------------------ | --- | --- |
| 1977 | Inge Krogh             | MF (Q)                                     | For at bruge billeder fra en KZ-lejr under en lysbilledekampagne mod abort, samt for at kalde Mogens Glistrup (Z) for en af "Danmarks største psykopater". Begge sager gav en næse. | - Max Harvøe - Formand for HK - Lars Foss - Direktør i Lars Foss Kemi - Preben Møller Hansen - Formand for Sømændenes Forbund - Asger Lindinger - MF, CD/Erhvervspartiet - Niels Matthiasen - Kulturminister (A) - Mogens Glistrup - MF, Z - Erhard Jakobsen - MF, CD - Bent Petersen - Borgmester i Rønnede Kommune (V) - Orla Møller - Fhv. Forsvars- og justitsminister (A) |
| 1978 | René Brusvang          | MF (M)                                     | For at udtale "Tiden er inde til, at Danmark klemmer røvballerne sammen" fra Folketingets talerstol ifb. finanslovens fremsættelse. | - Svend Jakobsen - Fiskeriminister (A) - Mogens Voigt - MF, Z - Robert Svane Hansen - Amtsborgmester i Århus Amt (A) - Kjeld Olesen - MF, A - Jørgen Schleimann - Programchef på P1 - Jens Møller - MF og partileder, Q - Klaus Rifbjerg - Forfatter og restaurantindehaver - Bjørn Elmquist - Folketingskandidat (V) - Jens Kampmann - MF, og fhv. skatteminister (A) |
| 1979 | Preben Møller Hansen   | Formand for Sømændenes Forbund             | | - Erhard Jakobsen - MF, CD - Poul Madsen - Fhv. direktør i B&W - Pelle Jarmer - Socialborgmester i København (A) - Robert Jacobsen - Billedhugger - René Brusvang - MF, CD - Max Harvøe - Fhv. formand for HK og hovedkasserer i LO - Finn Heiner - Sportschef i DR - Kjeld Olesen - Udenrigsminister (A) |
| 1980 | Erhard Jakobsen        | MF (M)                                     | | - Ole Pontoppidan - Advokat - Jørgen Ifversen - Underholdningschef i DR - Kristian Albertsen - MF, A - Poul Hansen - Generaldirektør i P&T - Poul Nielson - Energiminster (A) - Kaj Burchardt - Borgmester i Ballerup (A) - Lise Østergaard - Kulturminister (A) - Bøje Nielsen - Storentreprenør - Karl Hjortnæs - Skatteminister (A) |
| 1981 | Marius Andersen        | Borgmester i Aalborg (A)                   | For Aalborg-skandalen, der i 1982 koster ham 6 måneders fængsel efter, at have modtaget bestikkelse fra en af kommunens storentreprenørere. | - Jørgen Jensen - Formand for DKP - Hans Würtzen - Direktør i P&T - Kristian Albertsen - MF, A - Per Milner - Vejdirektør - Henning Rasmussen - indenrigsminister (A) - Poul Nielson - Energiminister (A) - Egon Weidekamp - Overborgmester i København (A) - Bøje Nielsen - Storentreprenør |
| 1982 | Uffe Ellemann-Jensen   | Udenrigsminister (V)                       | For torskekvotesagen, hvor forhandlinger med Vesttyskland efterlod Nordsøen som en ureguleret EF-zone fra 1/1-1983. | Listen er ufuldstændig |
| 1983 | Uffe Ellemann-Jensen   | Udenrigsminister (V)                       | For at nedgøre et folketingsflertal udenom regeringen ifm. fodnotepolitikken, i en tale på Sabro Kro. | - Niels Helveg Petersen - MF, B - Gerhard Nielsen - Provinschef for Århus i DR - Kristen Poulsgaard - MF, Z - Steffen Møller - Cheføkonom i Dansk Metal - Poul Eefsen - Politidirektør - Johnny Vang-Lauridsen - Margarinedronning - Henrik Voldborg - Meteorolog - Britta Schall Holberg - Indenrigsminister (V) - Arne Melchior - Trafikminister, CD |
| 1984 | Arne Melchior          | Trafikminister (M)                         | For at modtage Anders And i Københavns Lufthavn, udøve censur mod et kunstværk af Jens Jørgen Thorsen, og for at have et godt sovehjerte i folketingssalen. | - Britta Schall Holberg - Landbrugsminister (V) - Egon Weidekamp - Overborgmester i København (A) - Lasse Budtz - MF, A - Kristen Poulsgaard - MF, Z - Christian Rovsing - Direktør for Christian Rovsing A/S og rumfartsekspert - Niels Anker Kofoed - Landbrugsminister (V) - Ruth Olsen - MF, SF - Thure Barsøe-Carnfeldt - Fhv. MF, Z/Løsg. - Ole Nørgaard - Vicepolitidirektør |
| 1985 | Britta Schall Holberg  | Indenrigsminister (V)                      | For at nægte at lytte til Bløderforeningens bekymringer ifm. medicin, der skulle varmebehandles. Den manglende varmebehandling resulterede i 89 HIV smittede, inden indenrigsministeren valgte at lytte, og kræve medicinen varmebehandlet. | - Erhard Jakobsen - MF, CD - Robert Koch Nielsen - Advokat - Per Kaalund - Amtsborgmester i Københavns Amt (A) - Hanne Severinsen - MF, V - Poul Jørgensen - Tvindforstander - Egon Weidekamp - Overborgmester i København (A) - Gorm & Gregers - TV-værter på "Lørdagskanalen" - Henrik Bering Liisberg - Teaterdirektør - Prins Joachim - Prins af Danmark |
| 1986 | Isi Foighel            | Skatteminister (C)                         | For påskepakken, der skulle få danskerne til at begrænse privatforbruget. Der kom afgifter på bl.a. cigaretter, alkohol, charterrejser og elektronik. | - Søren Krarup - Præst - Aksel Stendell Jensen - Direktør for A-Pressen - Lasse Hessel - Læge og opfinder af femidomet - Britta Schall Holberg - Landbrugsminister (V) - Mogens Camre - MF, A - H.O.A. Kjeldsen - Præsident for landbrugsrådet - Ronald Reagan - Præsident i USA - Jørgen Trygved - Topchef i Superfos - Suzanne Brøgger - Forfatter |
| 1987 | Carl Nielsen           | DBU Formand                                | | - Pia Kjærsgaard - MF, Z Listen er ufuldstændig |
| 1988 | Mogens Camre           | Fhv. MF (A)                                | For at finansiere sin valgkamp i 1988 ved at låne 5 mio. for at investere dem i obligationer, og generere et overskud på 50.000. Det var så lidt socialdemokratisk, at Camre blev fyret som Valbykredsens kandidat. | - Anders Fogh Rasmussen - Skatteminister (V) - Kristen Poulsgaard - MF, Z - Erik Krog-Meyer - Dansk ambassadør i DDR - Jan Mølby - Fodboldspiller - Svend Auken - Partileder og MF, A - Georg Viggo Poulsen - Formand for Dansk Metal - Aase Olesen - Socialminister (B) - Jørgen Schleimann - Direktør for TV2 - Ole Thestrup - Skuespiller |
| 1989 | Elsebeth Kock-Petersen | Sundhedsminister (V)                       | For den forhadte medicinlov, der sænkede medicintilskuddet. Mere end 200.000 mennesker gav deres underskrift i mod loven. I flere måneder lukkede hun i som en østers, nok nægtede, at kommentere på sagen. | - Knud Østergaard - Trafikminister (C) - Chr. Sørensen - Husmand, krofatter og millionær - Ole Nørgaard - Vicepolitidirektør - Prins Henrik - Prins af Danmark - Shu-Bi-Dua - Band - Janni Spies-Kjær - Ejer af Spies Rejser - Jens Brandt - Amtsborgmester på Bornholm (V) - Klaus Rifbjerg - Forlagsredaktør - Niels Helveg Petersen - Økonomiminister (B) |
| 1990 | Uffe Ellemann-Jensen   | Udenrigsminister (V)                       | | Listen er ufuldstændig |
| 1991 | H. P. Clausen          | Folketingets Formand (C)                   | For sin rolle i Tamilsagen. | - Uffe Ellemann-Jensen - Udenrigsminister (V) - Folketinget (på nær Uffe Ellemann-Jensen) - Viggo Fischer - MF, Politisk ordfører (C) - Peter Langager - Generaldirektør for DSB - Torben Lund - Formand for UngBo, MF (A) - Ole Hasselbalch - Formand for Den Danske Forening - Inge Dahl-Sørensen - MF, V Listen er ufuldstændig |
| 1992 | Uffe Ellemann-Jensen   | Udenrigsminister (V)                       | Ellemann bad aktivt om, at blive nomineret, og blev først nomineret, efter den endelige liste faktisk var lavet. Den eneste reelle kommentar der blev lavet af Ekstra Bladet's redaktion var: "På en måde har han ret. Han er jo den, der har dummet sig mest, og så har han også ret til at blive torske-kandidat". | - Jens Jørgen Thorsen - Filminstruktør - Lally Hoffmann - Journalist - Hans Engell - Justitsminister (C) - Klaus Riskær Pedersen - MEP (V) - Ole Holmer-Bretlau - Direktør for Parken - Svend Ove Gade - Chefredaktør på Ekstra Bladet - Laust Jensen - Bestyrelsesformand på Jyllands-Posten - Færøerne (rep. ved Jogvan Sundstein fhv. lagmand, FF) - Kronprins Frederik - Kronprins til Danmark - Lone Dybkjær - MF, RV |
| 1993 | Poul Eefsen            | Politidirektør                             | For sin håndtering af 18. maj urolighederne, hvor politiet skød efter demonstranter for første gang i fredstid. | - Helge Mortensen - Trafikminister (A) - Atli Dam - Færøernes lagmand (JF) - Bjarne Møgelhøj - Direktør i FDB - Carl Bildt - Sveriges statsminister - Lars Bennike - Redaktionssekretær på TV2's udlandsredaktion - Prins Henrik - Prins af Danmark - Holger K. Nielsen - Partileder og MF, SF - Jytte Hilden - Kulturminister (A) |
| 1994 | Kaj Ikast              | Fhv. trafikminister (C)                    | For Øresundsforbindelsen. | - Poul Nyrup Rasmussen - Partileder og MF (A) - Michael Meyerheim - Talkshowvært på Meyerheim & co. og Meyerheim After Eight - Pia Kjærsgaard - MF og partileder (Z) - Henrik Hassenkam - Direktør for DSB - Knud Sørensen - Direktør for Danske Bank - Mimi Jakobsen - Industriminister, CD - Peter Brixtofte - Borgmester i Farum Kommune (V) - Ricardo - Landstræner for Danmarks fodboldlandshold |
| 1995 | Jytte Hilden           | Kulturminister (A)                         | For at indsætte Christian Eugen-Olsen som formand for Statens Kunstfonds tonekunstudvalg. Eugen-Olsen måtte trække sig kort tid efter, da han ikke kan læse noder. | - De Autonome - En gruppe unge, primært samlet i, og omkring, Nørrebro - Preben Kragelund - Direktør for Team Danmark - Poul Nyrup Rasmussen - Statsminister (A) - Laurits Tørnæs - Amtsborgmester i Ribe Amt (V) - Jørgen de Mylius - TV- og radiovært - Coca Cola - Amr. læskedriksfirma - Jacques Chirac - Præsident i Frankrig - "Gamle Madsen" - Journalist - Uffe Ellemann-Jensen - MF og partileder (V) - Tøger Seidenfaden - Chefredaktør på Politiken - Ritt Bjerregaard - EU-kommissær |
| 1996 | Poul Nyrup Rasmussen   | Statsminister (A)                          | For Salman Rushdie-sagen, hvor en prisoverrækkelse til Rushdie blev aflyst i 11. time. En elendig håndtering af en bog om Niels Helveg, der afslørede, at Helveg havde været inde over Nyrups kongemord af Svend Auken, samt for voldsom detailstyring af sit ministerhold. | - Eddie Michel - TV-vært på "Greven på Hittegodset" - Christian S. Nissen - Generaldirektør i DR - Birgitte Stampe - Chef for PET - Jytte Hilden - Kulturminister (A) - John Iversen - MEP først SF, siden A - Niels Helveg Petersen - Udenrigsminister (B) - Bjørn Westh - Justitsminister (A) |
| 1997 | Uffe Ellemann-Jensen   | Partileder, MF (V)                         | For flere uheldige sager, som Ekstra Bladet udtrykker således: "Der var noget med et EU-direktiv om flugtskilte, hvor Uffe vredt kastede sig over en stakkels bankdirektør, som bare tillod sig at have ret. Der var det dér med Sorte Inge og indfødsretslovene, der var striden med Venstre-borgmestrene om privatisering, og der var ekskluderingen af en Venstre-mand, fordi han havde opført sig fornuftigt." 1. Flugtskiltene refererer til et dansk hotel, der opsatte runde flugtvejsskilte, som myndighederne bad hotellet om, at ændre til firkantede. En bankdirektør mente, at det var EU-bureaukrati, hvorefter Ellemann mente, at det var en dansk lov. Det var en lov, der blev implementeret i Danmark fra EU i 1980. 2. Inge Dahl-Sørensen (V), havde fremstillet et lov forslag om, at stramme kravene for indfødsret. Det blev haglet ned, bl.a. af Venstres gruppe. Ellemann havde dog ganske kort tilsluttet sig forslaget. 3. En flok V-borgmestre fik pillet tvungen udlicitering i kommunerne ud af V-K's finanslovsforslag 4. Givetvis Aage Koch-Jensen (V) (amtsrådsmedlem i Viborg Amt), der nægtede, at stemme for Venstres egen spidskandidat som amtsborgmester, da denne (Ole Juul), baserede sin opstilling på Dansk Folkepartis stemmer. Koch-Jensen blev sidenhen Konservativ. | - Richard Ragnvald - Sanger - Ritt Bjerregaard - EU-kommissær - Hans Engell - MF og Fhv. Partileder, C - Freddy Blak - MEP (A) - Inge Dahl-Sørensen - MF, V - Bent Otken - Landsdommer - Poul Nyrup Rasmussen - Statsminister (A) - Michael Brokside - Rocker - Per Sørensen - Højesteretsdommer |
| 1998 | Poul Nyrup Rasmussen   | Statsminister (A)                          | For sin efterlønsaftale med de borgerlige partier. På trods af, at han lovet ikke, at røre efterlønnen. | - Jytte Hilden - Fhv. minister og MF (A) - Jørn Jønke Nielsen - Rocker og forfatter - Ove Andersen - Timm Vladimir & Gordon Kennedy - Komikere og TV-værter på "Tab & Vind - med Gordon & Timm" - Anton Johannsen - Formand for NNF - Carsten Koch - Skatteminister (A) - Det Konservative Folkeparti - Parti i Folketinget - Hagen Jørgensen - Forbrugerombudsmand - Pia Kjærsgaard - Partileder og MF, DF |
| 1999 | Marianne Jelved        | Økonomiminister (B)                        | For at fjerne danskernes muligheder for at købe toldfri varer, når de er på charterrejser. | - Brian Laudrup - Fodboldspiller - Poul Nyrup Rasmussen - Statsminister (A) - Sonja Mikkelsen - Trafikminister (A) - Martin Vendelbo - Deltager i Robinson Ekspeditionen - Mogens Lykketoft - Finansminister (A) - Mogens Glistrup - Medlem af Fremskridtspartiet - Kurt Thorsen - Ejendomsspekulant - Arne Melchior - MF, CD - Uffe Ellemann-Jensen - MF, V - Anders Lund Madsen - Entertainer - Ivar Hansen - Folketingets Formand (V) - Mogens Camre - MEP, DF - Ritt Bjerregaard - Fhv. EU-kommissær - Hans Engell - MF, C - Poul Schlüter - Fhv. Statsminister og MEP, C |
| 2000 | Poul Nyrup Rasmussen   | Statsminister (A)                          | For en meget kikset "ja til euroen"-kampagne, ved folkeafstemningen samme år. | - Laue Traberg Smidt - Generalsekretær i Red Barnet - Pia Kjærsgaard - Partileder og MF, DF - Anders Fogh Rasmussen - Partileder og MF, V - Mærsk McKinney Møller - Skibsreder - Bendt Bendtsen - Partileder og MF, C - Hanne Bech Hansen - Politidirektør - Henning Dyremose - Direktør for TeleDanmark - Kaj Ikast - MF, C - Paul Gazan - Programdirektør på TV Danmark |
| 2001 | Keld Albrechtsen       | MF (Ø)                                     | For at række fuck mod en TV-skærm, med Anders Fogh Rasmussen der holder tale for Venstre, under valgaftenen i 2001. | - Anders Fogh Rasmussen - Statsminister (V) - Kaj Ikast - MF, C - Poul Nyrup Rasmussen - Fhv. Statsminister (A) - Mogens Camre - MEP, DF - Pia Rosholm - Deltager i Robinson Ekspeditionen - Jens Kramer Mikkelsen - Overborgmester i København (A) - Carmi Gillon - Israels ambassadør i Danmark - Svend Heiselberg - MF, V - Birgitte Stampe - Chef for PET - Casper Christensen - Komiker |
| 2002 | Peter Brixtofte        | Borgmester i Farum (V)                     | For Brixtofte-sagen. | - Thor Pedersen - Finansminister (V) - Anders Møller - MF, V - Henrik Qvortrup - Chefredaktør for Se & Hør - Christian Hvidt - Fhv. forsvarschef - Brian Mikkelsen - Kulturminister (C) - Pia Kjærsgaard - Partileder og MF, DF - Mogens Amdi Petersen - Stifter af Tvind - Thomas Helmig - Sanger - Svend Erik Hovmand - Skatteminister (V) |
| 2003 | Jacob Buksti           | MF (A)                                     | For at køre 173 km/t på en motorvej, hvor man må køre 110 km/t. Buksti var endvidere næstformand for Folketingets færdselssikkerhedskommission, og havde flere gange i medierne og på sin hjemmeside, tordnet i mod fartsyndere. | - Tove Fergo - Kirkeminister (V) - Bjørn Lomborg - Direktør for Institut for miljøvurdering - Ulla Dahlerup - Forfatter, journalist og EP-kandidat for DF - Kamal Qureshi - Formand for Paraplyorganisationen for etniske mindretal (POEM) - Svend Erik Hovmand - Skatteminister (V) - Peter Brixtofte - Borgmester i Farum (V) - Anders Fogh Rasmussen - Statsminister (V) - Anja Andersen - Håndboldspiller - Mogens Lykketoft - Partileder og MF (A) |
| 2004 | Prins Joachim          | Prins af Danmark                           | For at køre hasarderet og op mod 170 km/t på Helsingørmotorvejen, og for at være fanget på video, i at køre 140 km/t i en 90 km/t zone (Lyngbyvej), med Prins Nikolaj og Prins Felix på bagsædet. | - Christian S. Nissen - Fhv. generaldirektør på DR - Tove Fergo - Kirkeminister (V) - Ahmed Abu Laban - Imam - Don Ø - Direktør for FCK - Mogens Lykketoft - Partileder og MF, A - Jens Kramer Mikkelsen - Fhv. overborgmester i København (A) - Anders Fogh Rasmussen - Statsminister (V) - Lis M. Frederiksen - Informationschef for Kongehuset - Mohamed Zidan - Fodboldspiller |
| 2005 | Hanne Nørrisgaard      | Ejendomsmægler                             | For sit dobbeltrolle som ejer og formidler af ejendommene i Sadolin-parken på Amager, og for sin efterfølgende bøde på 75.000 kr. | - Flemming Hansen - Transportminister (C) - Louise Frevert - MF, DF - Peter Straarup - Direktør for Danske Bank - Jørgen Leth - Digter og sportsjournalist - Helle Thorning-Schmidt - Partileder og MF, A - Eva Kjer Hansen - Socialminister (V) - Anker Boye - Borgmester i Odense (A) - Christian Kjær - Borgmesterkandidat i Rudersdal Kommune (C) - Henriette Kjær - Fhv. Familie- og forbrugerminister (C) |
| 2006 | Abu Laban              | Imam                                       | For at få hidset hele den muslimske verden op i mod det land, der tog ham ind som flygtning og gav ham husly, pga. 12 tegninger af Muhammed. | - Lars Barfoed - Familie- og fødevareminister (C) - Ruth Evensen - Leder af Faderhuset - Per Bjerregaard - Formand for BIF - Torsten Hesselbjerg - Rigspolitichef - Marianne Jelved - Partileder og MF, RV - Pia Kjærsgaard - Partileder og MF, DF - Connie Kruckow - Formand for Dansk Sygeplejeråd - Lars Løkke Rasmussen - Sundhedsminister (V) - Kenneth Plummer - Generaldirektør for DR |
| 2007 | Jørgen Poulsen         | MF (Y)                                     | For at frivilligt at træde af som generalsekretær for Røde Kors, for derefter at kræve en fratrædelsesgodtgørelse på 750.000 kr. | - Henrik Qvortrup - Chefredaktør på Se & Hør - Kenneth Plummer - Generaldirektør på DR - Abdul Wahid Pedersen - Imam - Asmaa Abdol-Hamid - Folketingskandidat for Enhedslisten - Michael Rasmussen - Cykelrytter - Mogens Camre - MEP, DF - Naser Khader - Partileder og MF, Y - "Victoria" - Talsmand for Ungdomshuset - Paula Larrain - Journalist og folketingskandidat for Konservative |
| 2008 | Birthe Rønn Hornbech   | Integrationsminister (V)                   | For at i offentlighed, gentagende gange, gå i kritisk dialog med sig selv. | - Søren Krarup - MF, DF - Kamal Qureshi - MF, SF - Jeppe Kofod - MF, A - David Nielsen - Fodboldspiller - Lars Løkke Rasmussen - Finansminister (V) - Torsten Hesselbjerg - Rigspolitichef - Stein Bagger - Bedragidømt erhvervsmand - Margrethe Vestager - Partileder og MF, RV - Anders Fogh Rasmussen - Statsminister (V) |
| 2009 | Klaus Bondam           | Teknik- og Miljøborgmester i København (B) | For at sige, at han aldrig skulle bygge sin borgmesterpost på Dansk Folkepartis mandater, for at kaste sig i favnen på selvsamme parti på valgaftenen. | - Anni Fønsby & Erik Damgaard - Hhv. fotomodel og erhvervsleder - Finn Nørbygaard - Entertainer - Arek Onyszko - Målmand for OB - Søren Gade - Forsvarsminister (V) - Bendt Bendtsen - Fhv. Erhvervs- og økonomiminister (C) - Carina Christensen - Kulturminister (C) - Frank Sørensen - Direktør for SuperBest - Kristian Jensen - Skatteminister (V) - Mette Frederiksen - Næstformand og MF (A) |
| 2010 | Karen Ellemann         | Miljøminister (V)                          | For at lade et australsk skib passere igennem Danmark med dødelig giftigt kemisk affald, for dog at lave en kovending, da det blev opdaget i medierne, samt for at forsøge at forbyde forældre, at lave madpakker til deres børn i daginstitutionerne, som socialminister. | - Inger Støjberg - Beskæftigelsesminister (V) - Helle Thorning-Schmidt - Partileder og MF (A) - Bertel Haarder - Sundhedsminister (V) - Master Fatman - DJ - Villy Søvndal - Partileder og MF, SF - Kenneth Plummer - Fhv. generaldirektør i DR - Lars Løkke Rasmussen - Statsminister (V) - Lene Espersen - Partileder og udenrigsminister (C) - Reimer Bo Christensen - Journalist - Pia Kjærsgaard - Partileder og MF, DF |
| 2011 | Helle Thorning-Schmidt | Statsminister (A)                          | For de mange brudte valgløfter, og sin mands skattesag. | - Özlem Cekic - MF, SF - Lars Barfoed - Partileder og MF (C) - Carsten Hansen - Minister for by, bolig, og landdistrikter (A) - Sørine Gotfredsen - Præst - Anders Samuelsen - Partileder og MF, LA - Ole Sohn - Erhvervsminister (F) - Troels Lund Poulsen - Fhv. Skatteminister (V) - Joachim B. Olsen - MF, LA - Lars Løkke Rasmussen - Fhv. Statsminister (V) |
| 2012 | Helle Thorning-Schmidt | Statsminister (A)                          | For de mange løftebrud som bl.a. indebar: - En betalingsring rundt om København - Lavere priser på offentlig transport - Forbud mod købesex - Frugtbare trepartsforhandlinger - Økonomisk kickstart - Og et fald i arbejdsløsheden | - Uffe Elbæk - Fhv. Kulturminister (B) - "Dovne" Robert Nielsen - Bistandsmodtager - Fritz Schur - Erhvervsleder - Villy Søvndal - Fhv. Udenrigsminister (F) - Lars Løkke Rasmussen - Partileder og MF (V) - Margrethe Vestager - Partileder og Økonomi- og Indenrigsminister (B) - Eivind Kolding - Direktør for Danske Bank - "Kasi" Jesper Nielsen - Erhvervsleder - Troels Lund Poulsen - Fhv. Skatteminister (V) |
| 2013 | Lars Løkke Rasmussen   | Partileder, MF (V)                         | For GGGI-sagen. | - Lars Barfoed - MF og partiformand (C) - Helle Thorning-Schmidt, Statsminister (A) - Michael Rasmussen - Cykelrytter - Nicklas Bendtner - Fodboldspiller - Jens Werner - Dommer i "Vild med dans" - Jakob Scharf - Chef for PET - Peter Aalbæk - Chef for filmselskabet Zentropa - Morten Bødskov - Fhv. Justitsminister (A) - René Redzepi - Chefkok på Noma |
| 2014 | Lars Løkke Rasmussen   | Partileder, MF (V)                         | For endnu en bilagssag, og for at være tæt på at blive væltet af folk i egne rækker. | - Dan Jørgensen - Fødevareminister (A) - Henrik Qvortrup - Fhv. chefredaktør på Se & Hør - Maria Rørbye-Rønn - Generaldirektør i DR - Bjarne Corydon - Finansminister (A) - Søren Pape Poulsen - Partileder (C) - Ole Bornedal - Filminstruktør - Peter Loft - Departementschef i skatteministeriet - Karen Hækkerup - Fhv. justitsminister (A), og nuværende direktør for Landbrug & Fødevarer - Prins Joachim - Prins af Danmark |
| 2015 | Carl Holst             | MF (V)                                     | For at sidde som i minister i bare 93 dage, for derefter at trække som følge af en lang række møgsager. | - Michael Qureshi - Sportsjournalist - Gimi Levakovic - Sigøjnerboss - Kristian Thulesen Dahl - Partileder og MF, DF - Prins Henrik - Prinsgemal af Danmark - Michael Dyrby - Nyhedschef på TV2 - Henrik Sass Larsen - MF, A - Esben Lunde Larsen - MF, V - Brian Sandberg - Rocker - Morten Messerschmidt - MEP, DF - Morten Olsen - Landsholdstræner |
| 2016 | Morten Messerschmidt   | MEP (O)                                    | For MELD og FELD sagerne. | - Kronprins Frederik - Kronprins til Danmark - Pernille Skipper - Politisk ordfører (Ø) - Jørgen Ejbøl - Formand for Jyllands-Postens Fond - Søren Espersen - Næstformand, DF - Mette Frederiksen - Partileder og MF (A) - Lars Løkke Rasmussen - Statsminister (V) - Pia Kjærsgaard - (O), Formand for Folketinget - Anders Samuelsen - Partileder og MF, LA - Martin Henriksen - MF, DF |
| 2017 | Anders Samuelsen       | Udenrigsminister (I)                       | For at have ultimative krav om topskattelettelser, for derefter at sætte det hele over styr for ministerbiler. | - Esben Lunde-Larsen - Fiskeriminister (V) - Michael Christiansen - Bestyrelsesformand i DR - Anna Mee Allerslev - (RV), Beskæftigelses- og integrationsborgmester i København - Inger Støjberg - Udlændinge- og integrationsminister (V) - Uffe Elbæk - Partileder og MF, Alternativet - Henrik Thorup - (O) Regionrådsmedlem i Region Hovedstaden - Thyra Frank - Ældreminister (I) - Ole Birk Olesen - Transportminister (I) - Claus Bretton-Meyer - Direktør for DBU |
| 2018 | Kristian Jensen        | Finansminister (V)                         | For at sætte hele skatteinddragelsen over styr, og for at sige "Faktisk har vi i min tid som skatteminister gennemført effektiviseringer for en milliard kroner, uden at det har betydet dårligere skattekontrol.", selvom Danskerne pr. 2018 havde en gæld til SKAT på 100 mia. kroner, mens kriminelle havde lænset SKAT for 12 mia. | - Sophie Hæstorp Andersen - (A), formand for Region Hovedstaden - Nicklas Bendtner - Fodboldspiller - Thomas Borgen - Direktør i Danske Bank - Niko Grünfeld - (Å), Kulturborgmester i København - Ilse Jacobsen - Designer, millionær og "løve" i programmet "Løvens hule". - Claus Bretton-Meyer & Mads Øland - Hhv. afgående direktør i DBU, og direktør i Spillerforeningen. - Lars Løkke Rasmussen - Statsminister (V) - Henrik Sass Larsen - Gruppeformand (A) - Pernille Vermund - Partileder og MF (D) |
| 2019 | Rasmus Paludan         | Partileder (P)                             | For fiflen med vælgererklæringer, samt for at bruge 100 millioner af skatteydernes penge på politibeskyttetelse på et år, i forbindelse med sin aggressive diskurs i udlændingedebatten. | - Simon Emil Ammitzbøll-Bille - Partileder og MF, Fremad - Anders Pilemand - Deltager i "Gift ved første blik" - Lene Due - (A), Formand for Rødovre Kommunes kultur- og fritidsudvalg) - Karsten Hønge - MF, SF - Kristian Thulesen Dahl - Partileder og MF, DF - Michael Borre - Direktør for Århus Letbane - Mette Frederiksen - Statsminister, (A) - Ghita Nørby - Skuespiller - Lars Løkke Rasmussen -Partileder (V), fhv. statsminister |
| 2020 | Mette Frederiksen      | Statsminister (A)                          | For sin magtfuldkommenhed, hvor demokratiet stort set blev tilsidesat med beføjelserne fra epidemiloven. Samt for minkskandalen, hvor 15 mio. mink blev dræbt på en ulovlig ordre fra Mette Frederiksen selv. | - Frank Jensen - Fhv overborgmester i København (A) - Simon Aggesen - Borgmester på Frederiksberg (C) - Mogens Jensen - Fhv. fødevareminister (A) - Saseline Sørensen - Sanger - Søren Brostrøm - Direktør for Sundhedsstyrelsen - Jette Skive - Ældre- og Omsorgsrådmand i Århus Kommune (O) - Morten Østergaard - MF, og Fhv. formand (B) - Erik Filthut - Forstander på de socialpædagogiske tilbud Søbæk - Jakob Ellemann-Jensen - Partileder og MF, V |
| 2021 | Mette Frederiksen      | Statsminister (A)                          | For ikke at hjælpe danske børn der var fanget i Syrien, samtidigt med at PET vurderede de ikke var en trussel mod samfundet, for til sidst at ændre holdning. Samt for "Slette-Mette", hvor der blev slettet SMS'er fra statministerens telefon, selvom disse havde interesse for mink-kommissionen. | - Naser Khader - MF, løsgænger - Linse Kessler - Realitystjerne - Christian Bitz - Kostvejleder - Karen Melchior - MEP, RV - Trine Bramsen - Forsvarsminister, A - Michael Dyrby - Afgående chefredaktør for BT - Jeanette Ottesen - Svømmer - Morten Messerschmidt - MF, DF - Grete Christensen - Sygeplejerskernes fagforeningsformand |
| 2022 | Jakob Ellemann-Jensen  | Forsvarsminister og Partileder (V)         | For at sige ting som: - "Jeg kan godt love. Jeg kommer aldrig til at pege på Mette Frederiksen som statsminister" - "Jeg stoler ikke på Danmarks statsminister. Det gør jeg ikke." - "Danmark har ikke råd til fire år mere med Mette Frederiksen." - "Jeg går til valg på en borgerlig-liberal regering. Og hvis der er én ting, som vi virkelig har til fælles i den blå familie, så er det, at det er det, vi går til valg på. Der ved man, hvad man kan regne med." Derudover har han også kaldt Mette Frederiksen for "rædselsfuld" og at han "ikke kom til at gøre Mette Frederiksen til statsminister". Derefter indgik han i SVM-regeringen, med Mette Frederiksen som statsminister. | - Rasmus Prehn - Fhv. fødevarerminister, MF, A - Mette Thiesen - MF, Løsgænger - Peter Schmeichel - Fhv. landsholdsmålmand - Søren Pape Poulsen - Partileder og MF, C - Barbara Bertelsen - Departementschef i statsministeriet - Mikkel Kjellberg - Fhv. rektor Herlufsholm Kostskole - Sofie Carsten Nielsen - MF og Fhv. partileder, RV - Jenis av Rana - Fhv. færørsk minister for kultur og udenrigsanliggender, Miðflokkurin - Margrethe II - Dronning af Kongeriget Danmark - Christian Stadil - Direktør for Hummel |
| 2023 | Mette Frederiksen      | Statsminister (A)                          | For at afskaffe Store Bededag som helligdag i Danmark, blot en måned efter et folketingsvalg, hvor Socialdemokratiet ikke nævnte det med et ord. Derudover har der ikke været en konsistent argumentation for hvorfor den skulle afskaffes. | - Dennis Knudsen - Frisør - Lizette Risgaard - Fhv. formand for FH - Jesper Møller - Formand for DBU - Jon Stephensen - Fhv. teaterchef, MF (Nu løsg., valgt for M). - Mette og Bengt Sundstrøm - ejere af Lauritz.com - Annette Heick - Bl.a. forvalter af Restaurant Rå, samt sanger, dubber mm. - Lars Løkke Rasmussen - Udenrigsminister (M) - Kronprins Frederik - Kronprins til Danmark - Peter Hummelgaard - Justitsminister (A) |
| 2024 | Mette Frederiksen      | Statsminister (A)                          | For kovendinger omkring at danskerne arbejder for lidt og omkring modtagelse af kongelige ordener | - DBUs tre musketerer i form af Jesper Møller - formand for DBU, Peter Møller - fodbolddirektør i DBU og Helle Thorning-Schmidt - Fhv. statsminister (A) - Martin Brygmann - komiker og musiker - Jørgen Ejbøl - Fhv. formand for Jyllands-Postens Fond - "Unavngivet politiker" - MF - Robert Hansen - skuespiller - Kasper Sand Kjær - Fhv. folketingsmedlem (A) - Løkke-dynastiet i form af Lars Løkke Rasmussen - udenrigsminister (M), Bergur Løkke Rasmussen - Regionsrådsmedlem i Region Hovedstaden (M) og Sólrun Løkke Rasmussen - gymnasielærer - Katherine Diez - Forfatter - Lizette Risgaard - Fhv. formand for FH - Torben Østergaard-Nielsen - Ejer af Nordic Waste |

| Antal | Parti                       | År                                                                                       |
| ----- | --------------------------- | ---------------------------------------------------------------------------------------- |
| 15    | Venstre                     | 1982, 1983, 1985, 1989, 1990, 1992, 1997, 2002, 2008, 2010, 2013, 2014, 2015, 2018, 2022 |
| 13    | Socialdemokratiet           | 1981, 1988, 1995, 1996, 1998, 2000, 2003, 2011, 2012, 2020, 2021, 2023, 2024             |
| 6     | Uden parti                  | 1979, 1987, 1993, 2004, 2005, 2006                                                       |
| 3     | Centrum-Demokraterne        | 1978, 1980, 1984                                                                         |
| 3     | Det Konservative Folkeparti | 1986, 1991, 1994                                                                         |
| 2     | Radikale Venstre            | 1999, 2009                                                                               |
| 1     | Kristendemokraterne         | 1977                                                                                     |
| 1     | Enhedslisten                | 2001                                                                                     |
| 1     | Ny Alliance                 | 2007                                                                                     |
| 1     | Dansk Folkeparti            | 2016                                                                                     |
| 1     | Liberal Alliance            | 2017                                                                                     |
| 1     | Stram Kurs                  | 2019                                                                                     |

| Antal | Person                 | År                             |
| ----- | ---------------------- | ------------------------------ |
| 5     | Uffe Ellemann-Jensen   | 1982, 1983, 1990, 1992 og 1997 |
| 4     | Mette Frederiksen      | 2020, 2021, 2023 og 2024       |
| 3     | Poul Nyrup Rasmussen   | 1996, 1998 og 2000             |
| 2     | Helle Thorning-Schmidt | 2011 og 2012                   |
| 2     | Lars Løkke Rasmussen   | 2013 og 2014                   |

| Antal | Person                 | År                                                                     |
| ----- | ---------------------- | ---------------------------------------------------------------------- |
| 12    | Lars Løkke Rasmussen   | 2006, 2008, 2010, 2011, 2012, 2013, 2014, 2016, 2018, 2019, 2023, 2024 |
| 8     | Poul Nyrup Rasmussen   | 1994, 1995, 1996, 1997, 1998, 1999, 2000, 2001                         |
| 8     | Uffe Ellemann-Jensen   | 1982, 1983, 1990, 1991, 1992, 1995, 1997, 1999                         |
| 8     | Pia Kjærsgaard         | 1987, 1994, 1998, 2000, 2002, 2006, 2010, 2016                         |
| 7     | Mette Frederiksen      | 2009, 2016, 2019, 2020, 2021, 2023, 2024                               |
| 6     | Anders Fogh Rasmussen  | 1988, 2000, 2001, 2003, 2004, 2008                                     |
| 6     | Helle Thorning-Schmidt | 2005, 2010, 2011, 2012, 2013, 2024                                     |
| 5     | Mogens Camre           | 1986, 1988, 1999, 2001, 2007                                           |

Fed skrift markerer en vinder.